# Museo Argentino de Ciencias Naturales
El Museo Argentino de Ciencias Naturales Bernardino Rivadavia (MACN) es uno de los principales museos de ciencias naturales de la República Argentina. Fue fundado en 1812 y está ubicado en el Parque Centenario, en el barrio de Caballito, en la Ciudad Autónoma de Buenos Aires.
Actualmente el museo es unidad ejecutora del Consejo Nacional de Investigaciones Científicas y Técnicas (CONICET), dependiente del Ministerio de Ciencia, Tecnología e Innovación Productiva (MINCyT).
Ámbito único por historia y patrimonio, integra a la investigación, la conservación, la exhibición, y la educación para que toda la comunidad pueda descubrir, comprender, valorar y disfrutar la naturaleza (que incluye al hombre), sus procesos y diversidad, con énfasis en nuestro territorio.

## Denominaciones
A lo largo de su historia esta institución ha recibido distintas denominaciones oficiales.
- Período 1823-1882: Museo Público de Buenos Aires;
- Período 1883-1911: Museo Nacional;
- Período 1911-1931: Museo Nacional de Historia Natural;
- Período 1948-1956: Instituto Nacional de Investigación de las Ciencias Naturales y Museo de Ciencias Naturales Bernardino Rivadavia;
- Período 1957 en adelante: Museo Argentino de Ciencias Naturales Bernardino Rivadavia (MACN) e Instituto Nacional de Investigación de las Ciencias Naturales.

## Historia

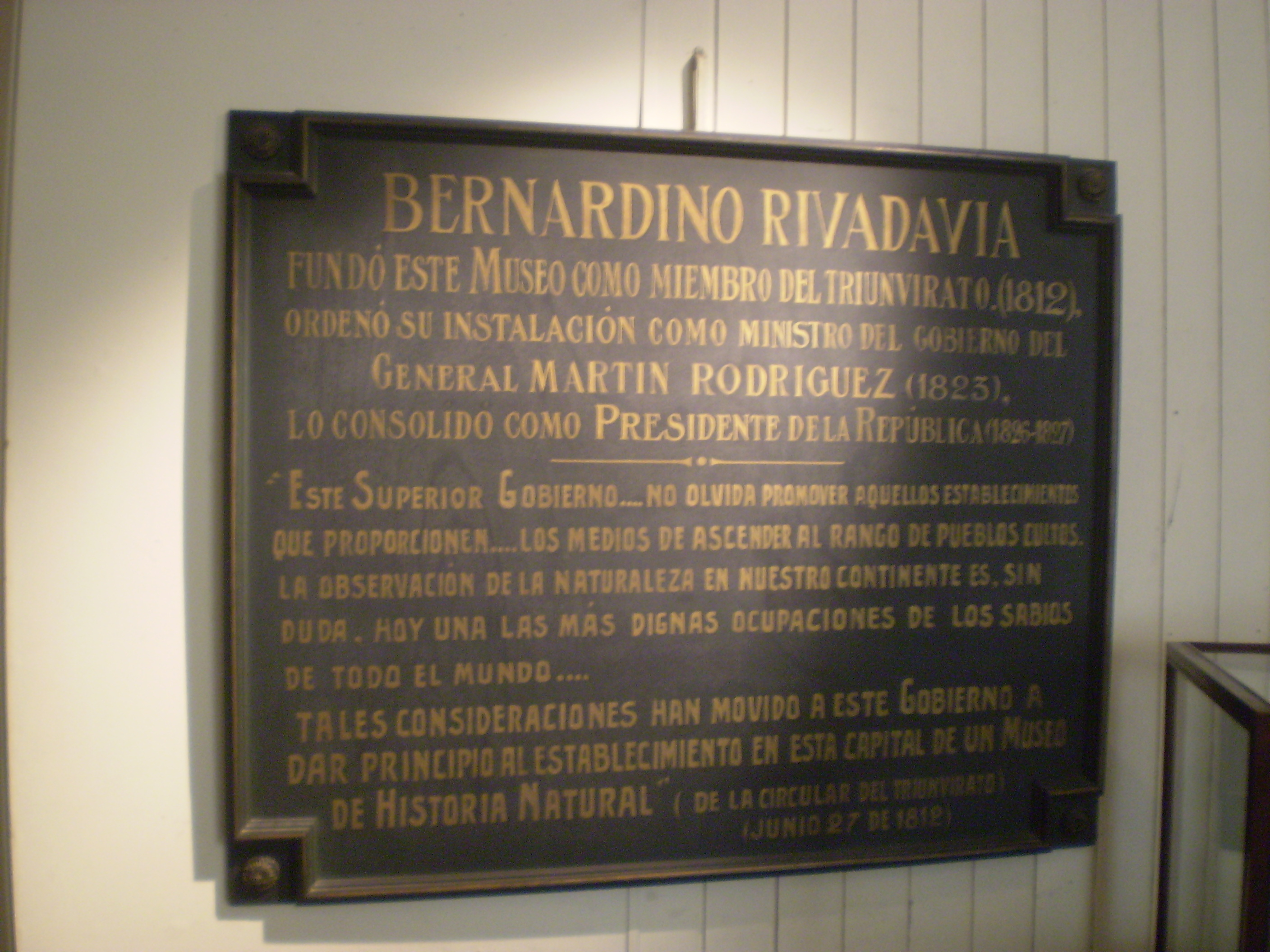
Placa que recuerda la fundación del Museo Argentino de Ciencia Naturales

La historia del museo comenzó a principios del siglo XIX y muy poco después de producida la Revolución de Mayo de 1810, cuando Bernardino Rivadavia, secretario del Primer Triunvirato -y gran impulsor de las ciencias y la cultura- dispuso, en 1812, que las provincias debían reunir elementos para "dar principio al establecimiento en la Capital de un Museo de Historia Natural". La misma disposición fue impulsada nuevamente por Rivadavia en 1823, cuando desempeñó el cargo de Ministro de Gobierno y Relaciones Exteriores del gobernador de Buenos Aires, general Martín Rodríguez logrando su objetivo al llegar a la Presidencia de las Provincias Unidas del Río de la Plata en 1826-1827.    
En un principio el museo funcionó en las celdas altas del Convento de Santo Domingo (1826-1854) y en la vieja Procuraduría Jesuítica de la Manzana de las Luces hasta que en el año 1937 el presidente Agustín Pedro Justo inauguró la primera etapa del nuevo y gran edificio actual, cuya construcción continuó durante los siguientes años. Primero se levantaron los dos volúmenes de los extremos, y luego se culminó conectándolos con la extensa fachada de mayor altura.

El edificio actual, emplazado en Parque Centenario, se construyó exclusivamente para albergar el Museo. Entre su proyección y construcción se invirtieron unos 15 años, entre 1925 y 1940 aproximadamente. Se construyó en tres etapas: el ala sudoeste (por donde hoy ingresa el público a la exhibición), el ala noroeste y finalmente el área central que se une ambas alas. Tanto en el exterior como en el interior del edificio se encuentran variados ornamentos, que ilustran fauna principalmente y fueron realizados por diversos artistas, como Alfredo Bigatti, Emilio J. Sarguinet y Donato A. Proietto, entre otros. 

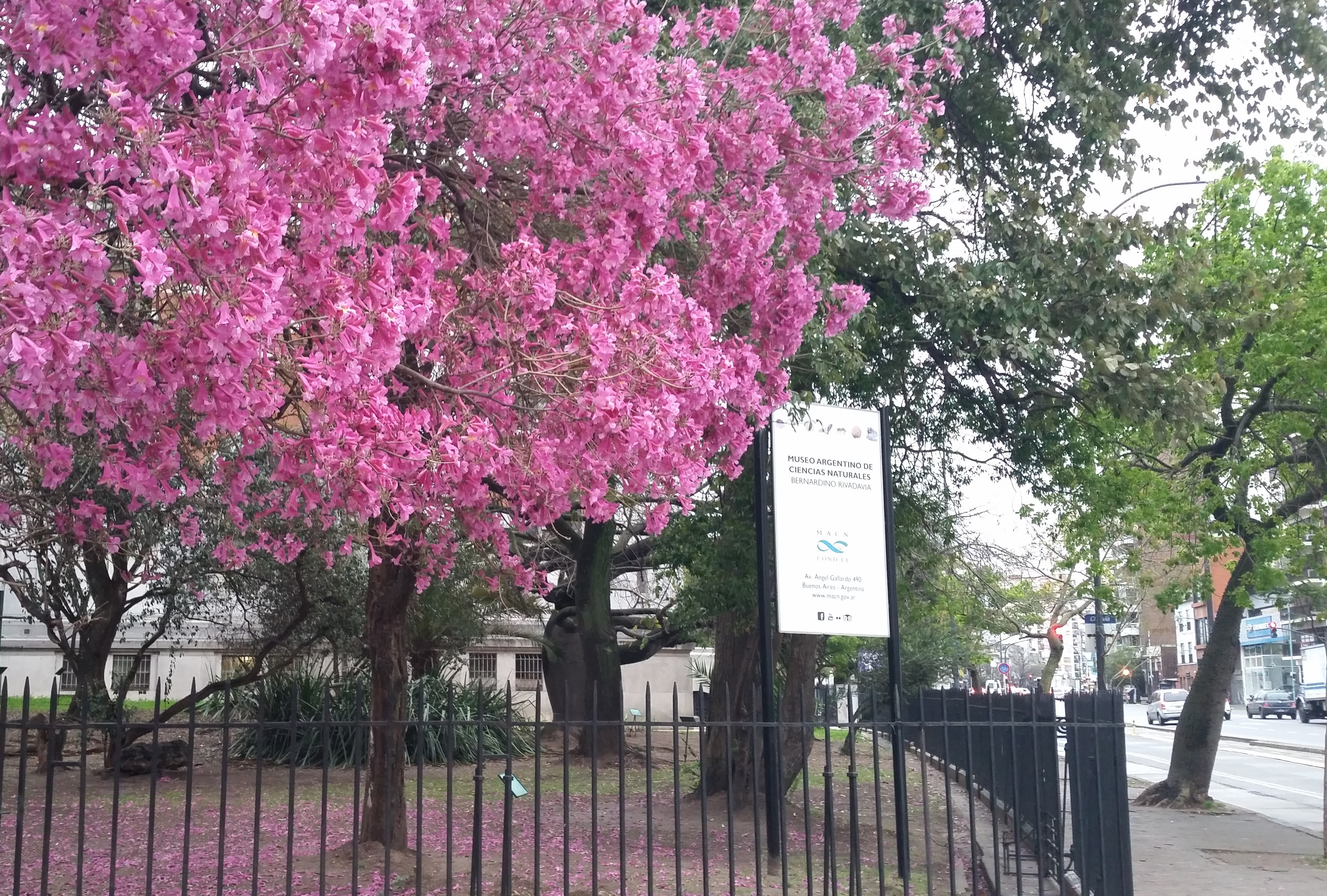
Lapachos, al costado del edificio del Museo Argentino de Ciencias Naturales
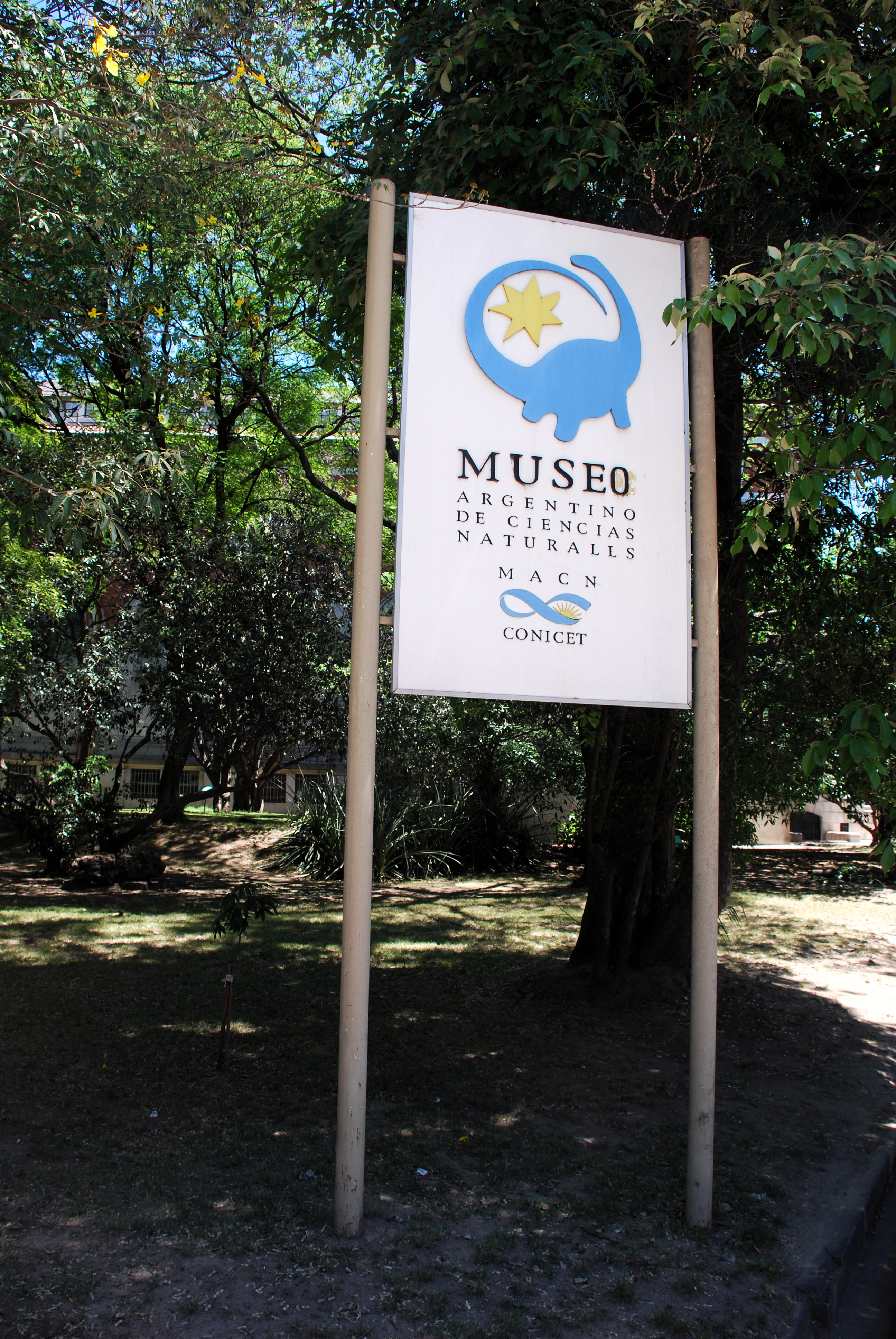
Cartel, en Parque Centenario
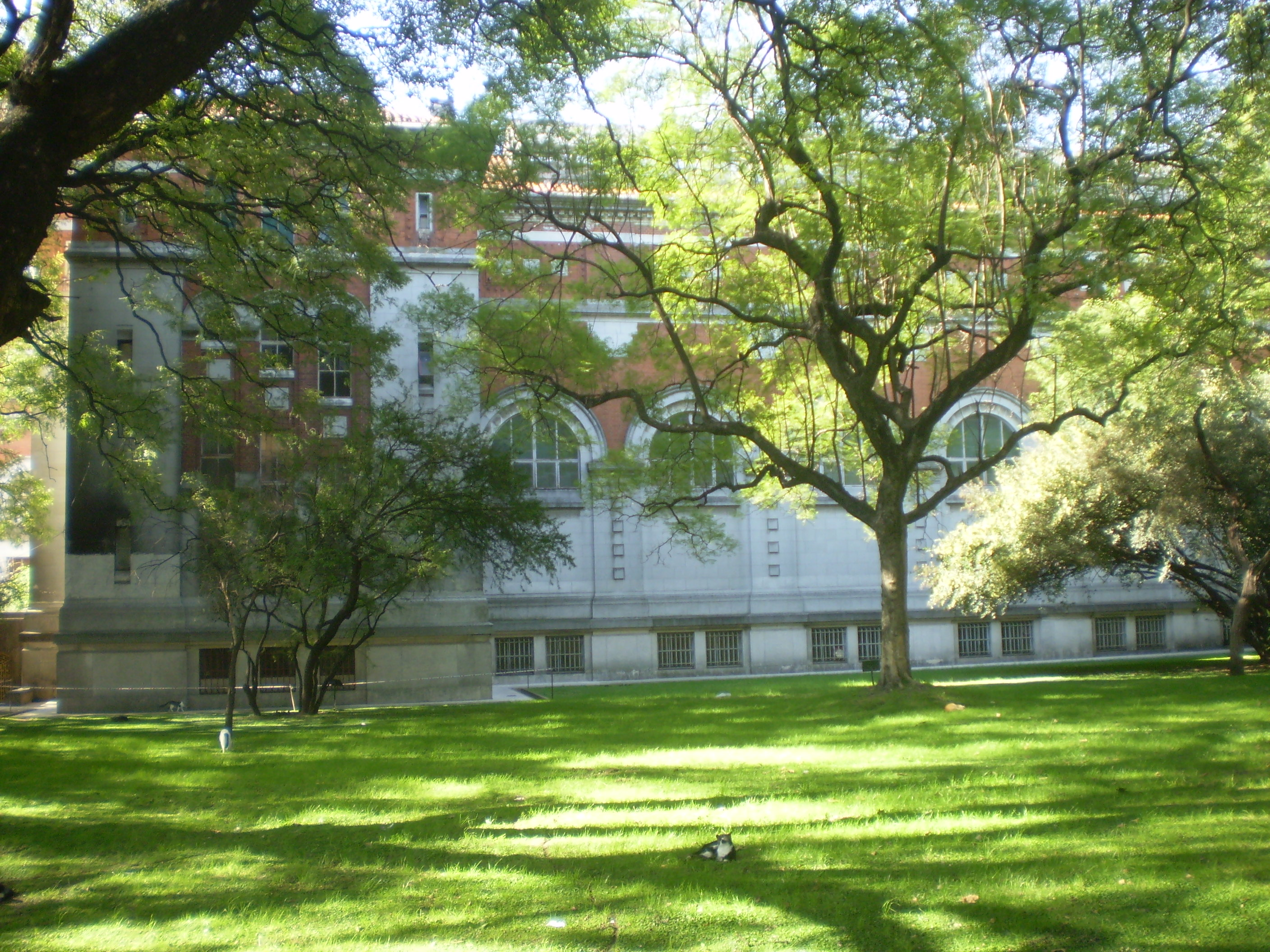
Laterales del edificio del Museo Argentino, sobre Parque Centenario
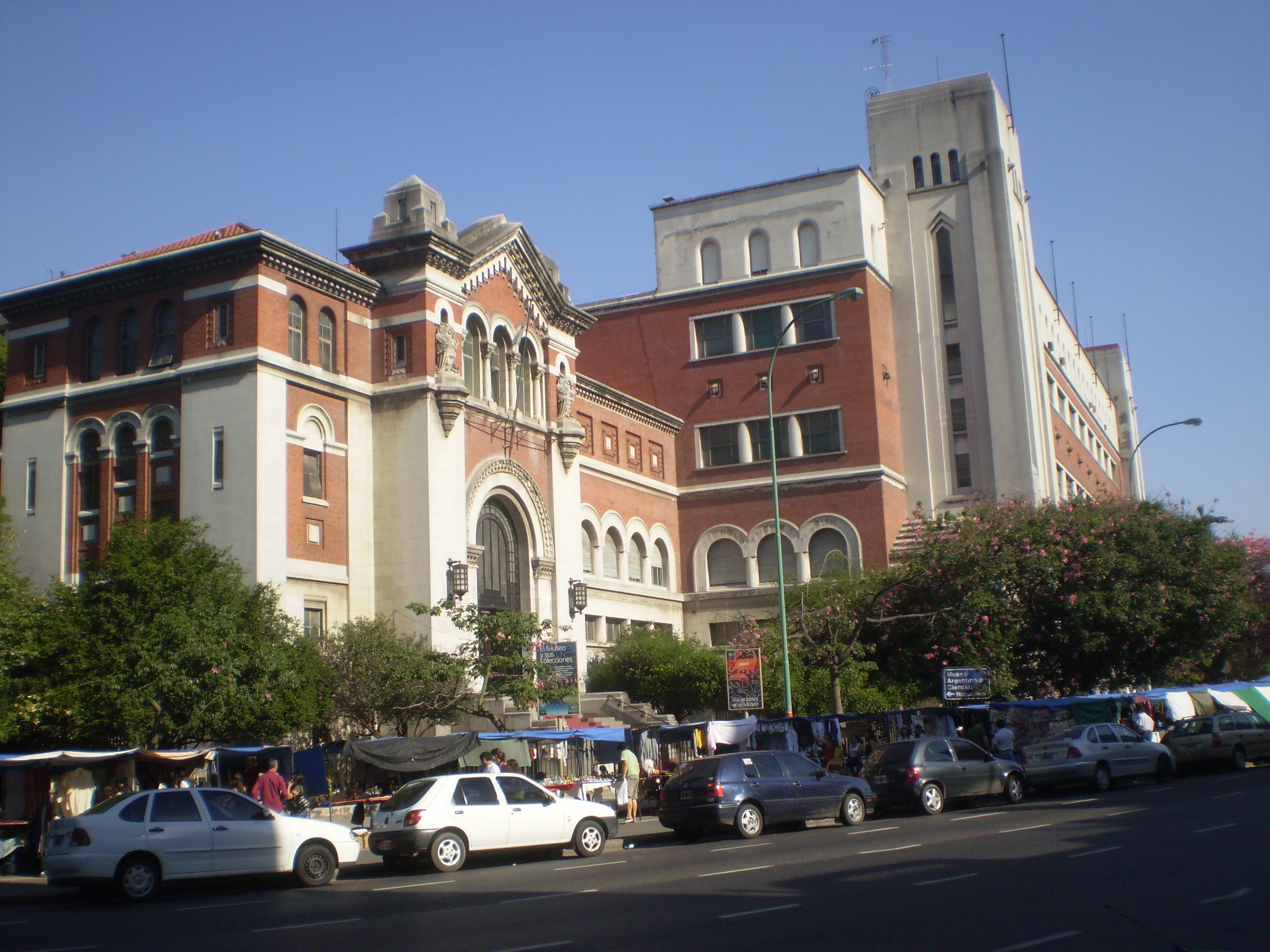
Vista del edificio, desde la Avenida Ángel Gallardo
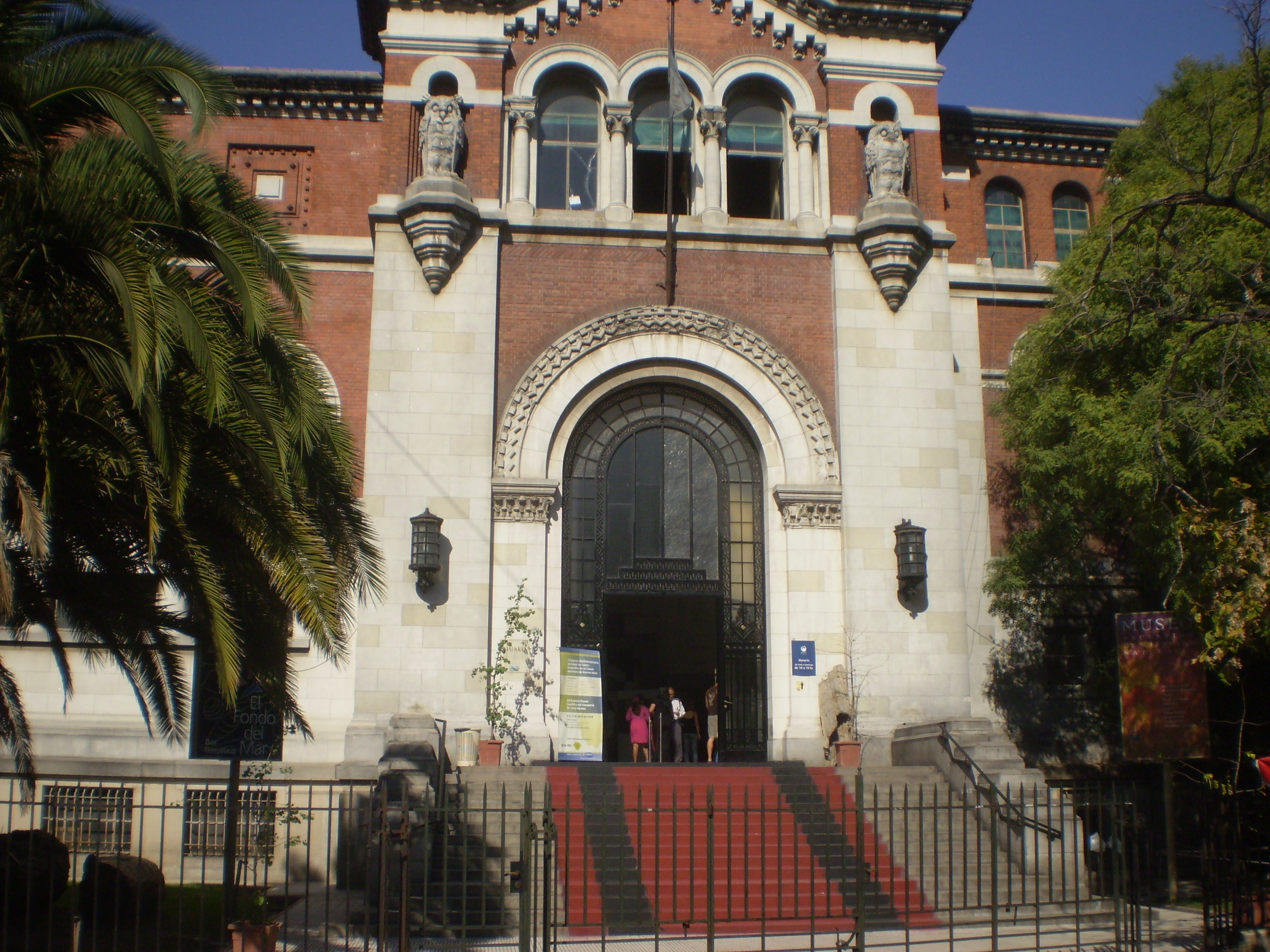
Una de las entradas del edificio
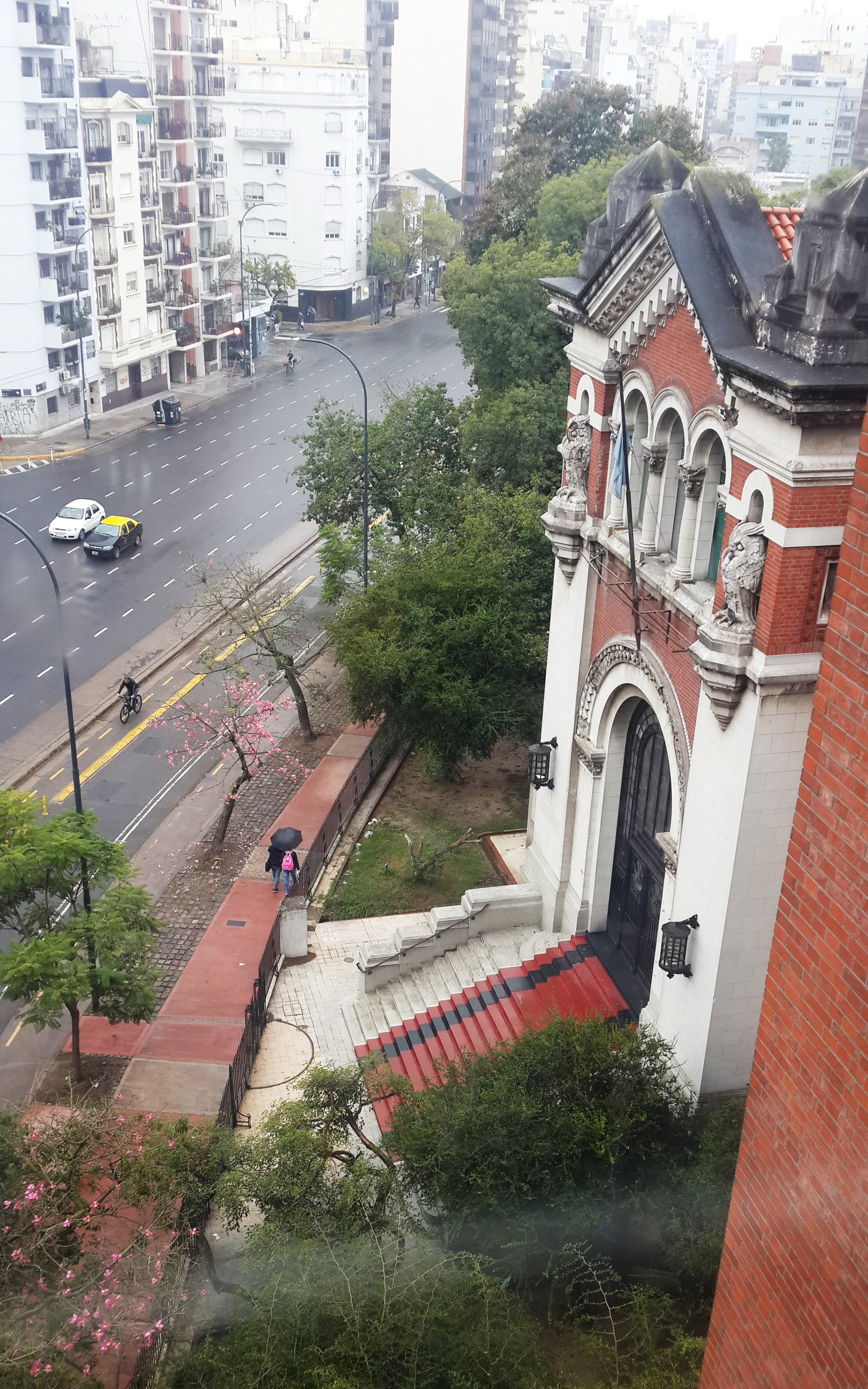
Otra vista, desde el interior del Museo hacia una de sus puertas
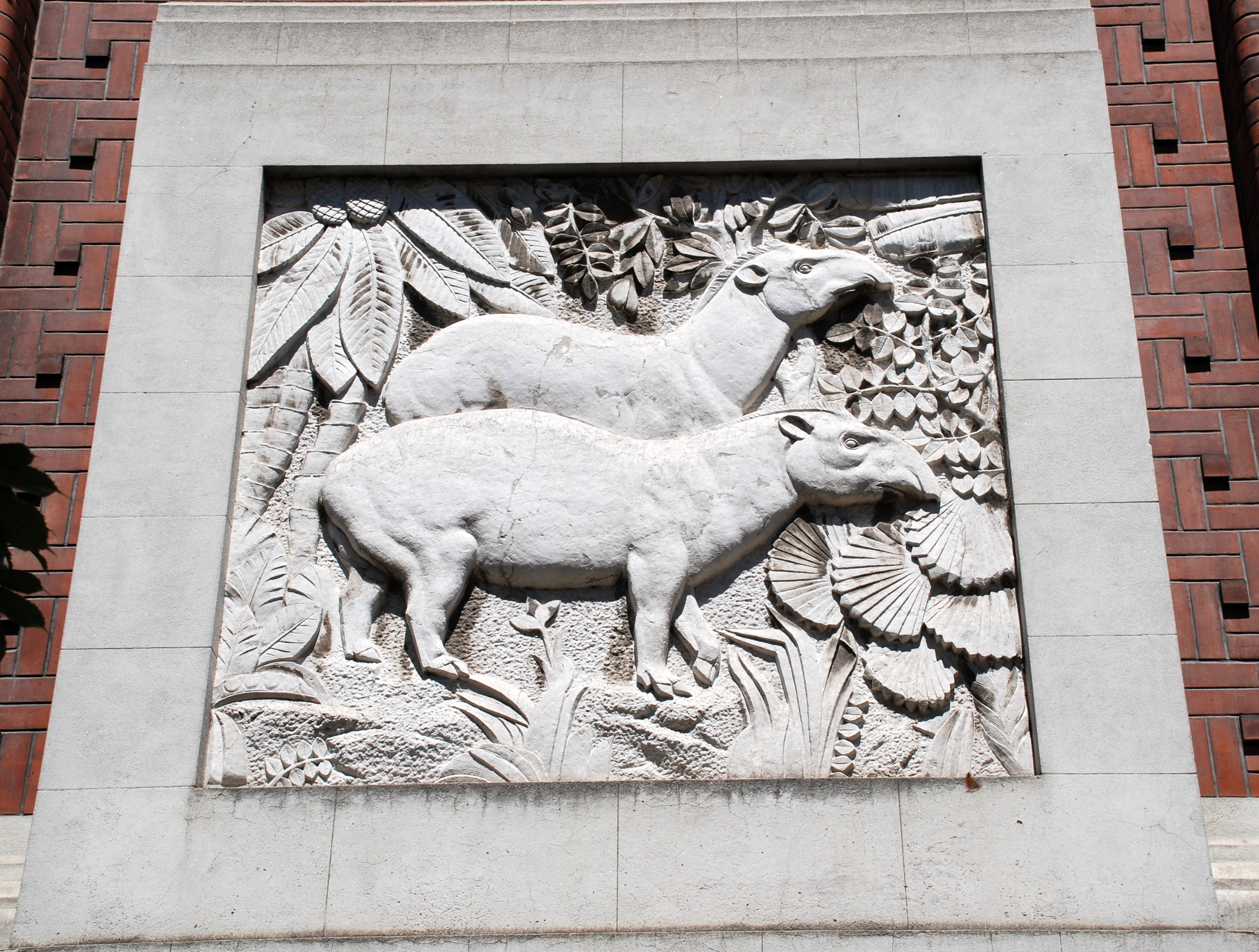
Tapires, bajorrelieves sobre el exterior del edificio.
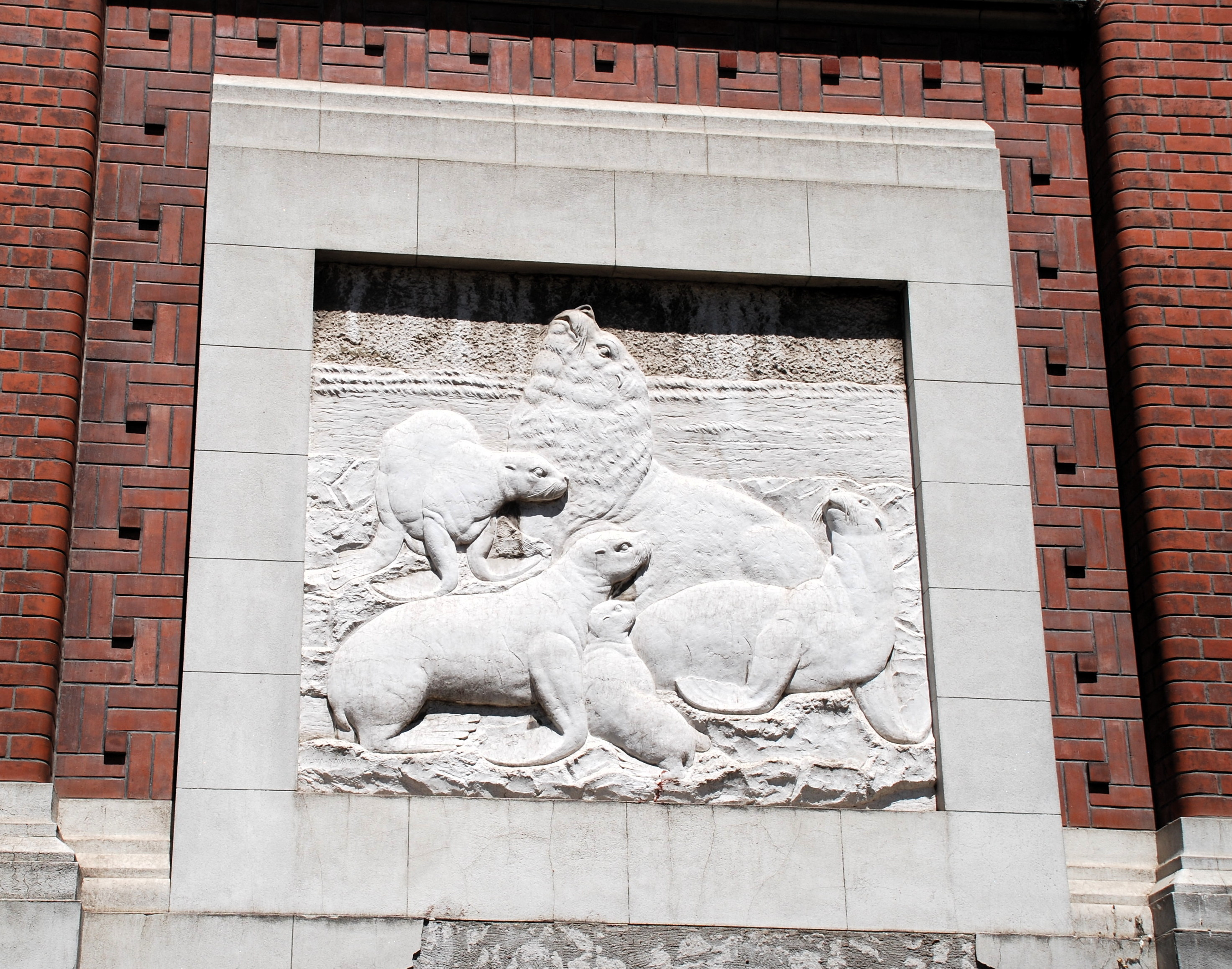
Lobos marinos,  bajorrelieves sobre el exterior del edificio.
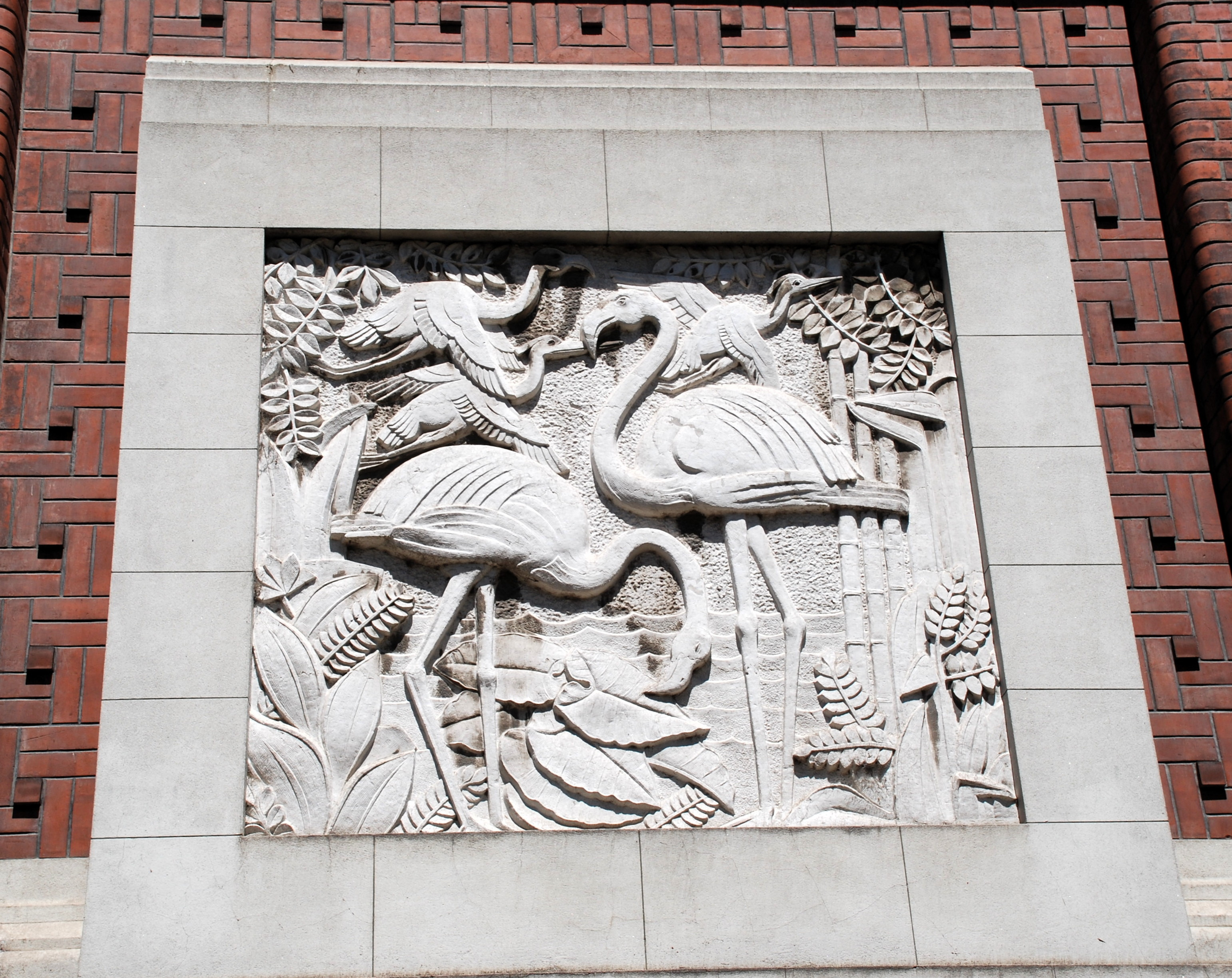
Flamencos, por Antonio Bigatti. Se encuentra en la fachada sobre la avenida Ángel Gallardo
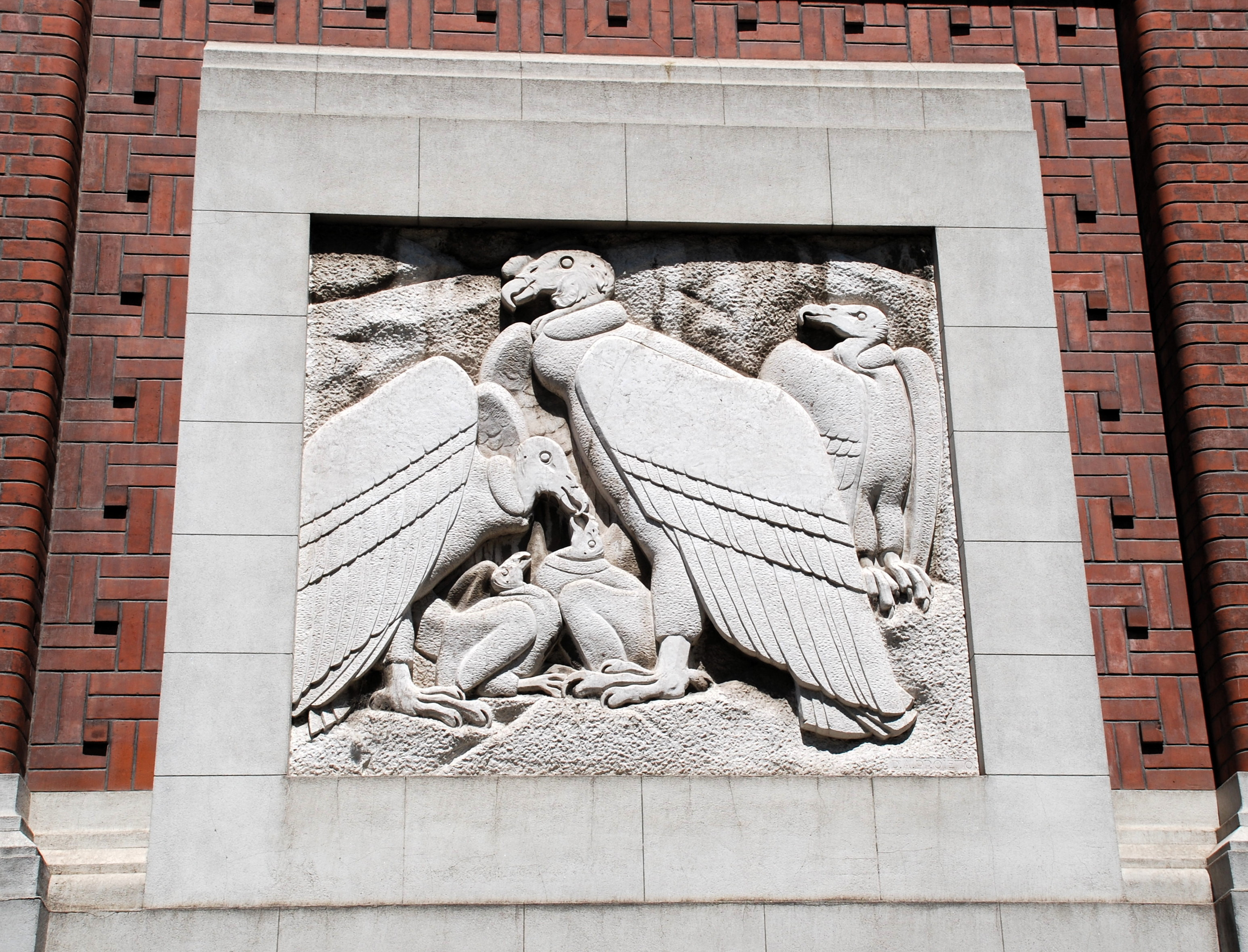
Cóndores. Bajorrelieve
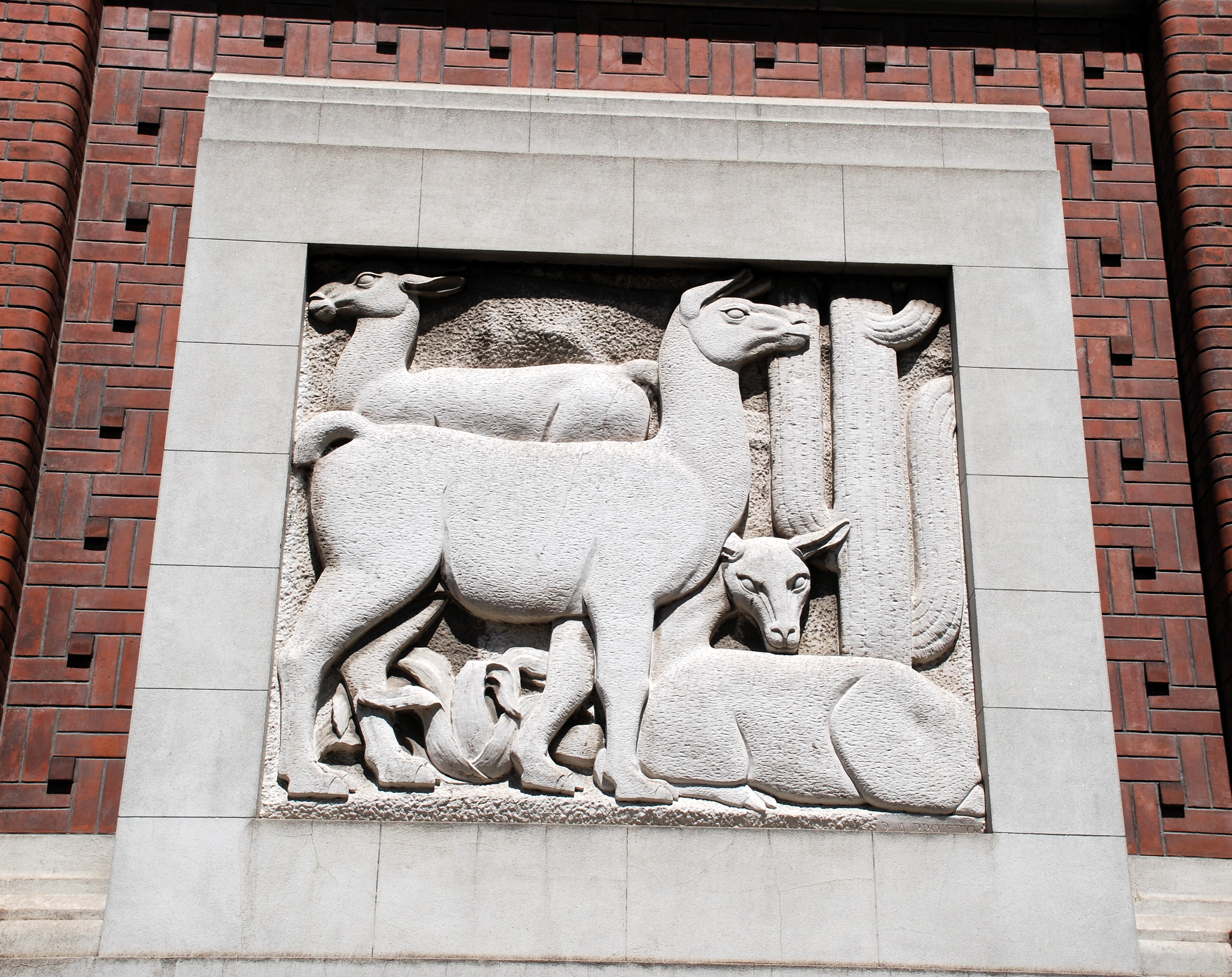
Guanacos. Bajorrelieve

## Instituto Nacional de Investigación de las Ciencias Naturales
Dentro del ámbito del museo funciona el Instituto Nacional de Investigación de las Ciencias Naturales, donde se llevan a cabo actividades de investigación en los diversos campos de conocimiento de las ciencias biológicas y naturales. Los distintos grupos de investigación, conformados por investigadores y becarios del CONICET y de la Agencia Nacional de Promoción Científica y Tecnológica (ANPCyT, MINCyT), se encuentran organizados en las siguientes áreas:
- Botánica
- Ecología
- Geología
- Paleontología
- Zoología de Invertebrados
- Zoología de Vertebrados

## Estación Hidrobiológica de Puerto Quequén
La Estación Hidrobiológica de Puerto Quequén es un instituto de investigación y museo dependiente del MACN, ubicado en la localidad de Quequén (Partido de Necochea, Provincia de Buenos Aires). Fue fundada con el fin de fomentar las investigaciones científicas del ecosistema marino, así como también dar divulgación de la fauna regional, principalmente marina, y colaborar en la formación de recursos humanos especializados en ciencias del mar.

## Revista del Museo Argentino de Ciencias Naturales

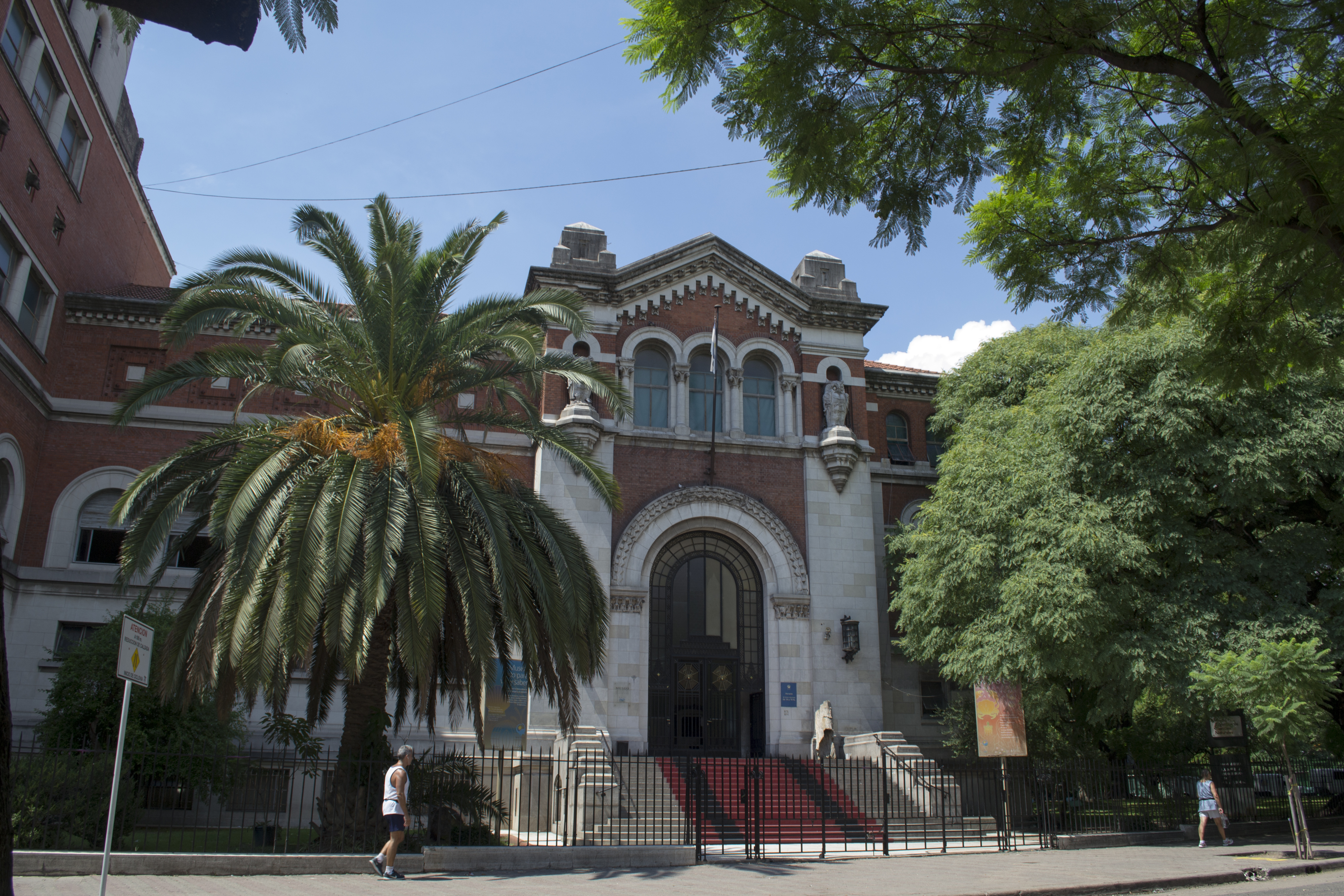
Puerta principal del Museo Argentino de Ciencias Naturales.

En 1864 aparecieron los Anales del Museo Público de Buenos Aires, la primera y más antigua publicación científica argentina. Su objetivo era dar a conocer las investigaciones originales de los naturalistas argentinos y el incremento de las colecciones del Museo, poniéndose a la altura y compitiendo con las principales instituciones de todo el mundo. Hasta hoy, 142 años más tarde, las publicaciones del Museo continúan apareciendo sin interrupciones.
En tan largo lapso, las publicaciones del Museo reflejaron las alternativas del nacimiento y desarrollo de la Ciencia en la Argentina, así como los cambios que se fueron dando en la práctica de las Ciencias Naturales en todo el mundo. Han tenido momentos de gran difusión, y cambiaron de nombre varias veces, aunque mantuvieron una continuidad y una calidad al nivel de las principales revistas internacionales.
En 1999 el Museo decidió modernizar la publicación de sus series tradicionales e inició una nueva y única serie, con el nombre de Revista del Museo Argentino de Ciencias Naturales, n.s., para artículos científicos limitados en extensión, que representen avances significativos en el conocimiento de la especialidad. Desde ese momento la Revista se publica con regularidad, con un Volumen anual, en dos Números que aparecen en mayo y noviembre de cada año.
La Revista del Museo Argentino de Ciencias Naturales está abierta a la comunidad científica nacional e internacional para la publicación de trabajos originales inéditos en Ciencias Naturales en las áreas de Botánica, Zoología, Paleontología, Ecología y Geología. La revista publica trabajos en español e inglés. Forma parte del Núcleo Básico de Publicaciones Científicas Argentinas y por lo tanto es incluida en la biblioteca electrónica ScientificElectronic Library Online (Scielo) e indizada en SCImagoJournal& Country Rank (SJR).
Los artículos publicados en la Revista desde 1999 a la fecha son de libre acceso en el siguiente enlace: revista.macn.gob.ar/ojs, donde además los interesados pueden enviar sus manuscritos para publicar sin costo alguno.

## Colecciones
El museo es uno de los más completos de América Latina, albergando 23 Colecciones Nacionales de las cuales 21 son de registros biológicos, con un estimado de 1,5 millones de especímenes.
Posee asimismo una amplia variedad de salas de exhibición:
- Aves: Un innovador recorrido, visual y acústico, de las diversas aves que habitan los distintos ambientes de la Argentina. En otros puede observarse una gran vitrina dedicada a la sistemática de las aves argentinas. Allí se presentan, ordenadas de manera taxonómica, un total de 230 especies y se ofrece información de cada una de las familias presentes en Argentina.
- Geología: Distintos tipos de minerales, sus localizaciones, sus usos en la humanidad, la historia de la Tierra y algunos meteoritos hallados en Argentina.
- Acuario: Variada colección de peces autóctonos de agua dulce y salada, además de especímenes disecados, como los "serruchos" del pez sierra.
- Malacología: Esta sala contiene una gran compilación de moluscos autóctonos de agua dulce, salada y terrestres, con grandes infografías y explicaciones sobre los distintos usos que les da el hombre.
- Fondo del mar: La sala cuenta con un gran diorama, con reproducciones de especies que habitan el mar Argentino y sus alrededores.
- Antártida: Cuenta con especímenes disecados de gran cantidad de animales de la Antártida, tales como equinodermos, aves, peces, mamíferos acuáticos y un gran cráneo de cachalote.

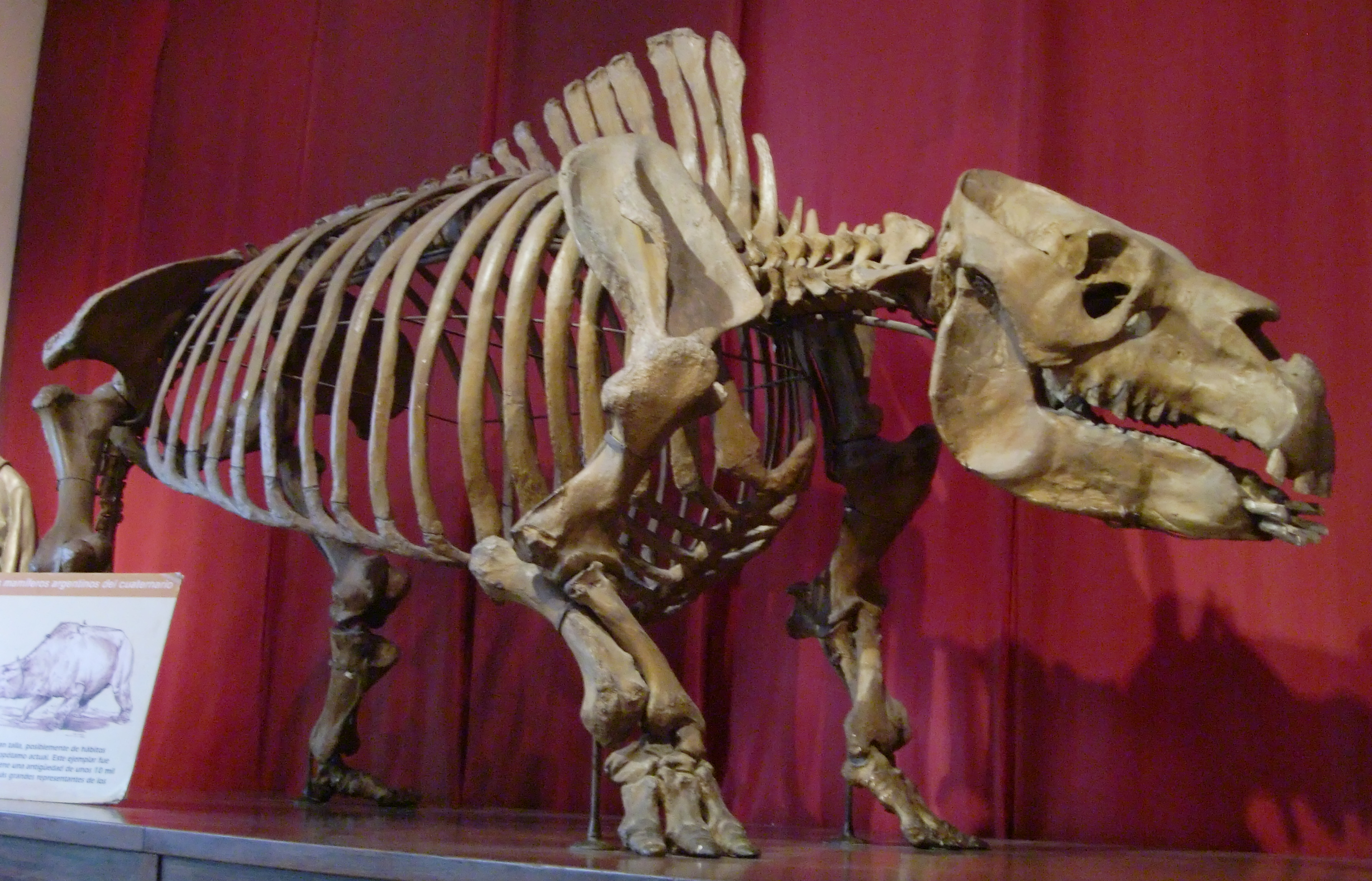
Esqueleto de Toxodon, MACN

- Paleontología: Una sala muy importante en cuanto a la cantidad y calidad del material original y las réplicas exhibidas, como las reproducciones del Patagosaurus, el Piatnitzkysaurus, el Amargasaurus, el Carnotaurus, el Herrerasaurus y el Eoraptor, además de variadas plantas y piñas fosilizadas, así como algunos mamíferos cuaternarios no expuestos en su sala, como el Megatherium y el Smilodon.
- Paleontología del cuaternario: En esta sala se encuentran los esqueletos montados, con partes originales y partes réplicas, de los animales que habitaron la Argentina luego de la extinción de los dinosaurios, tales como los gliptodóntidos, el Megatherium y el Macrauchenia.
- Artrópodos: Gran colección que comprende variados especímenes de ciempiés, insectos, arácnidos y crustáceos, con grandes infografías que explican los sistemas de órganos de estos animales y su relación con el hombre en la ecología.

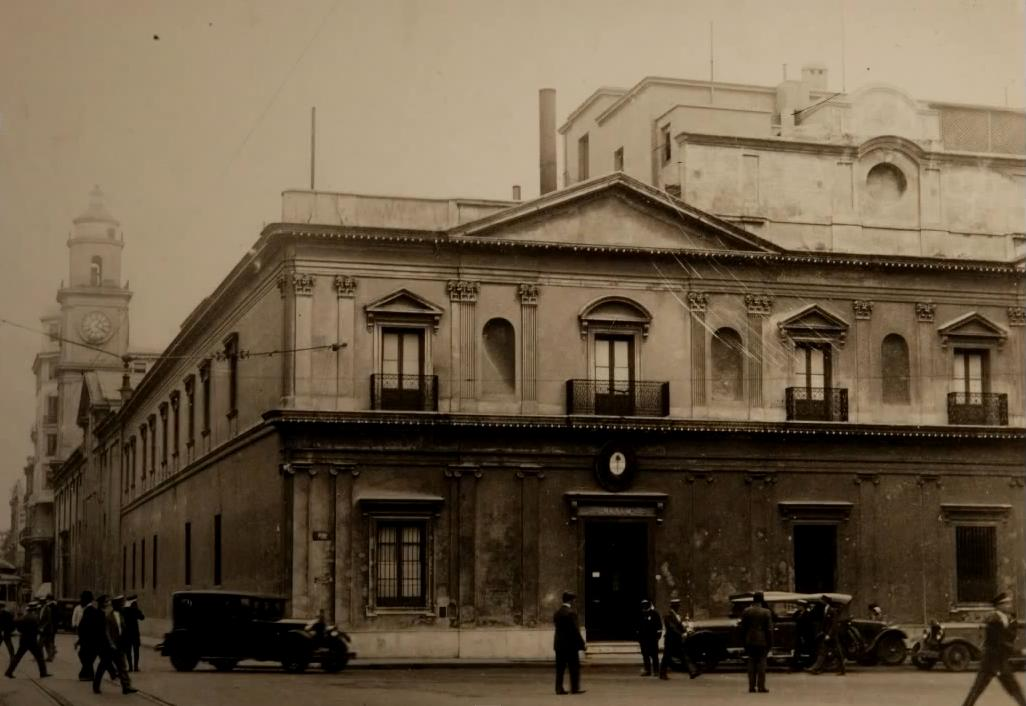
Edificio en la Manzana de las Luces donde funcionó el MACN entre 1854 y 1937.

- Historia del Museo: A lo largo de su vida, el Museo se alojó en distintos lugares, como las celdas altas del Convento de Santo Domingo, la Manzana de las Luces y algunos edificios de la plazoleta de Montserrat, hasta la inauguración en 1937 de su actual edificio. En esta sala se exhiben muebles y objetos que fueron parte de su historia.
- El mundo de las plantas: Se puede observar una gran variedad de plantas, desde los más pequeños organismos microscópicos, hasta las más evolucionadas, a través de completas infografías, además de poder observarse en las vitrinas como crecen, se alimentan y reproducen las plantas, y su uso en la vida humana.
- Anfibios y reptiles: Mediante infografías, ejemplares conservados y calcos, se puede apreciar la gran variedad de sapos, ranas, tortugas, lagartos, yacarés y serpientes que habitan la Argentina, con vitrinas que muestran las adaptaciones de estos animales a diversos modos de vida.
- Mamíferos actuales: Grandes esqueletos de focas o delfines y monos embalsamados, son algunos de los animales que pueden observarse en esta sala, acompañados de completas explicaciones en infografías, y ambientaciones y dioramas mostrando los mamíferos en su entorno natural.
- Osteología comparada: En esta sala se observan las distintas maneras en que la evolución, a través de los huesos y cartílagos, ha permitido a los animales adaptarse a su medio.

Además de sus muestras permanentes, el Museo cuenta con otros sectores para exponer muestras temporales, dar charlas, ofrecer videos explicativos y brindar un descanso a sus visitantes:
- Salón audiovisual: Esta sala está destinada a actividades de divulgación científica, académica e institucional, ya que cuenta con modernos equipos de audio y proyección.
- Exposiciones: También llamada "La Naturaleza del Arte", principalmente está preparada para albergar exhibiciones temporales de obras artísticas, tales como pinturas, esculturas, arte plástico o digital, fotografía y partituras de música, relacionadas con la naturaleza y la ciencia.
- Hall de biblioteca: En este espacio se realizan muestras temporales y actividades de divulgación de diversas temáticas.
- Bar Temático: Recientemente inaugurado, en él los visitantes del Museo pueden tomarse un descanso antes de continuar el recorrido, además de poder observar calcos de tamaño real de grandes peces, como el tiburón peregrino y el pez luna, además de grandes rayas. También se llevan a cabo actividades de divulgación, ya que cuenta con equipos de sonido y proyección.
- "El Museo en casa": A causa de la pandemia COVID-19  y desde su página web, el Museo ofrece actividades para que los usuarios realicen desde sus casas:
  1. Actividades para hacer en casa:[12] En esta sección el Museo ofrece: Arma tu paleoparque; Desde tu casa observando aves; El museo de papel; Teatro de sombras- Mamíferos argentinos; Adivinador de dinosaurios.
  2. Videos:[13] Entrevista con la escuela; Club de exploradores; Videos bioscopio; Entrevistas a los paleontólogos y biólogos.
  3. Instante natural- Muestra fotográfica.
  4. Patagonia- Muestra fotográficas.
- Actividades: Recorrido por el Museo Argentino de Ciencias Naturales “Bernardino Rivadavia” y acuerdos para la réplica de un Gliptodonte en Alberti[14]